# Анте Старчевич
Анте Старчевич (хорв. Ante Starčević; *23 травня 1823, Житник, біля Ґоспича — †28 лютого 1896, Загреб) — хорватський політик, публіцист, письменник. Часто його називають «Батьком Батьківщини Хорватії».
Спектр інтересів та діяльності Анте Старчевича надзвичайно широкий: історія, філологія, літературна критика, філософія, поезія, драматургія, сатира, політика, журналістика.
Восени 1845 року Старчевич закінчує гімназію та вступає до римо-католицької семінарії в Сені, продовжує студіювати теологію у Пешті. у 1846 отримує почесний докторат з філософії. Того ж року вирішує відійти від кар'єри священика і повністю присвятити себе боротьбі за вільну та незалежну Хорватію. Після невдалої спроби отримати місце викладача в Загребському університеті працює в адвокатській конторі п. Шрама до 1861 року. Того ж таки року обраний депутатом до Хорватського Сабору (парламенту), але вже 1862 року як противник тодішнього режиму втрачає місце в Саборі та протягом місяця відбуває тюремне ув'язнення. Та вже у 1865 році знову обирається депутатом Сабору, так само проходить на виборах у 1871 та 1878 роках.
У тодішньому Саборі Старчевич виступає як найпалкіший прихильник хорватської незалежності, противлячись будь-якій залежності Хорватії від Угорщини чи Австрії. У 1861 році заклав фундамент для заснування Хорватської партії права (Hrvatska stranka prava).
Політичну доктрину Старчевича можна окреслити його девізом: «Бог і хорвати!». Також гостро виступав проти ідеї югославства, заперечуючи утопічні ідеї про те, що хорвати та серби це один і той самий народ.
Помер 28 лютого 1896 року у Загребі. Похований, за власним заповітом, біля церкви св. Марка у загребському районі — Шестинах.